# Jos Moerenhout
(Jos) Martin-Joseph Moerenhout (Sint-Jans-Molenbeek, 27 april 1909 – Antwerpen, 18 januari 1985) was een Belgisch componist, dirigent en klarinettist.

## Levensloop
Het stond voor hem al spoedig vast dat hij "in de muziek" zou gaan en speelde al vroeg klarinet in het harmonieorkest van Laeken. Hij studeerde aan de muziekacademie in zijn geboorteplaats. Vanaf de 18-jarige leeftijd deed Moerenhout zijn studies aan het Koninklijke Muziek-Conservatorium te Brussel in de vakken compositie, muziektheorie en klarinet. Al vroeg bracht hij zijn verworven kennis in praktijk: op negenjarige leeftijd reeds componeerde hij enkele werkjes en als zeventienjarige stichtte hij een symfonisch orkest "Excelsior", dirigeerde een koor en... een blaasorkest. Met grandioze punten sloot hij de studie aan het conservatorium af... om zich middels privélessen verder te bekwamen bij de grote hervormers van de Belgische blaasmuziek Paul Gilson en August de Boeck, waar hij contrapunt, fuga en compositie studeerde.
Tussendoor had hij ook nog gelegenheid gevonden om - in 1929 - als soloklarinettist te fungeren in de Muziekkapel van de 8e Linie van Brussel.
Hij koos voor een militaire loopbaan en behaalde in 1939 het diploma voor kapelmeester. Van 1939 tot 1940 was hij kapelmeester van de Muziekkapel van de 1e Jagers te Voet in Mons. Van 1945 tot 1951 opereerde hij in Duitsland. Hij was hij dirigent van de Muziekkapel van de 6e Brigade te Bensberg bij Keulen en van de Muziekkapel van de 7e Brigade te Aken en Unna. Van 1951 tot 1960 was hij kapelmeester van de Muziekkapel van de 11e Infanterie Brigade te Antwerpen. Deze kapel werd in 1955 omgedoopt in Muziekkapel van de 2e Divisie.
In 1953 werd hij dirigent van de Koninklijke Harmonie Apollon Berchem (Antwerpen) en van de Koninklijke Harmonie der Kolenmijnen Beringen. Van 1958 tot 1977 was hij ook dirigent van de Koninklijke "Sint-Martinusfanfare", Halle.
Ging in eerste instantie de compositorische belangstelling van Moerenhout vooral uit naar de symfonische muziek en het koor; later bleek toch dat hij z'n hart had verpand aan de blaasmuziek. Van lieverlee ontstonden dan ook  zeer zelfstandige transcripties van symfonische werken voor het blaasorkest ( van André Ernest Modeste Grétry de Dorpsdansen - Danse villagoise, Céphale et Procris en Zemir et Azor, van Peter Benoit de Concertsuite en Alva's intocht te Brussel, van Arthur Meulemans de Tweede Danssuite, van Flor Peeters de Modaal Suite en van Carl Orff de Carmina Burana).
Zijn plannen om de blaasmuziek met eigen werk eens een flinke stoot omhoog te geven, vielen door de oorlog in duigen. Moerenhout waande zijn geesteskinderen het meest veilig in een koffertje bij zijn militaire bagage, maar juist dat koffertje verdween spoorloos en daarmee zijn met de grootste zorgvuldigheid aangelegde unieke partituren.
De oorlog maakte hem krijgsgevangene in Duitsland en na de ellendige jaren van gevangenschap kwam hij in 1946 terug...
In de Dom van Aken klonk met Kerstmis 1950 zijn mis Puer Natus est.
Op eigen bodem vond hij de sfeer en de rust voor scheppend werk en konden wij kennisnemen van de geestenkinderen en muzikale scheppingen van Moerenhout. Als uit een laattijdig geopende hoorn des overvloeds verschenen zijn werken: de Tweede orkestsuite, het symfonisch gedicht Images d'Eté, de suite Vier Antwerpse Kunstschilders en de suite Lente. Van later datum zijn Divertimento Burlesco, Ode aan de Schelde en Mini Midi Maxi.

## Stijl
Als componist heeft hij zich voor de vernieuwing van het repertoire van de harmonie- en fanfareorkesten een naam gemaakt. Hij schreef een zeer melodische en harmonisch rijk gekleurde muziek. Zijn soms eigenzinnige ritmiek en de zeer gevarieerde orkeststratie droeg in niet geringe mate bij tot de erkenning van het blaasorkest als volwaardig medium. Zijn muziek kreeg internationale vermaardheid en klonk als verplicht werk op internationale wedstrijden van de toenmalige Tsjechoslowakije tot de Verenigde Staten.

## Composities

### Werken voor harmonie- en fanfareorkest
- 1948 Winterlandschappen
- 1948 The Shamrock, mars
- 1951 Jagers en Voetvolk (Chasseurs et Fantassins), mars
- 1952 2de Orkestsuite
  1. Tumultes (Rumoer)
  2. Nostalgie (Heimwee)
  3. Fete Populaire (Volksfeest)
- 1952 Marche de la Septième Brigade
- 1953 Marche de la Troisième Régiment de Carabiniers Cyclistes[1]
- 1953 Marche de la Onzième Brigade (De Egel)
- 1953 Petit Triptique - Kleine Triptiek
  1. Stoet (Cortège)
  2. Droom (Rêve)
  3. Legende (Légende)
- 1953 Tableaux d'Hiver, symfonisch gedicht
- 1954 Marche des Chasseurs Alpins
- 1954 Marche Fantasque, concertmars
- 1954 Bergsuite (Suite Montagnard) (Opgedragen aan: Pieter Jan Molenaar en zijn vrouw)
  1. Bedevaart (Pelerinage)
  2. Op de bergtoppen (Sur les Cimes)
  3. Plechtige inwijding (Inauguration Solennelle)
  4. Feest (Festival)
- 1956 Zomerbeelden
- 1956 Antwerpen-Vlaanderen, mars
- 1956 Ouverture Miniature, op. 95
- 1958 Vier Antwerpse Kunstschilders, op. 99  (opgedragen aan: J. Wilms, Schepen van Schone Kunsten van de stad Antwerpen)
  1. Intrada: Peter Paul Rubens
  2. Menuett: Anthonius van Dijck
  3. Adagio: Quinten Metsijs
  4. Rondo: Pieter Bruegel de Oude
- 1960 Berchem-Mars
- 1960 Klokkenvreugd
  1. Avondstemming (Crépuscule)
  2. Mars (Marche)
  3. Kerstdag (Noël)
- 1961 Caprices
- 1961 De Schelde te Antwerpen, symfonisch gedicht
- 1962 Mercator Mars
- 1963 Prelude en Rondo
- 1965 Lente, symfonisch gedicht (opgedragen aan: Harmonie Uster en hun dirigent Albert Häberling tot herinnering aan de "Festliche Musiktage Uster 1964")
- 1966 Lusthoven, suite 
  1. Koningshof
  2. Zilverhof
  3. Dennenhof
- 1968 Holidays
- 1969 Terlaemen, mars
- 1970 Souvenir en forme d'ouverture
- 1971 Divertimento burlesco (veroverde de eerste prijs tijdens het compositiewedstrijd van de provincie Antwerpen)
- 1972 Ode aan de Schelde (verplicht werk tijdens het "Nationaal toernooi Antwerpen" in 1972)
- Allegro Symphonique
- De Mijn, grote jubelmars (met medewerking van tamboers, klaroenen, trompetten en hoorns)
- Herfstindrukken
- Zomerbeelden of Images d'Eté, symfonisch gedicht
- Twee Fanfaren
- Valse Romantique

### Missen en geestelijke werken
- 1940-1941 Puer Natus est, mis voor mannenkoor, orgel en blaasorkest - première: 25 december 1950 in de Dom van Aken

### Vocale muziek

#### Cantates
- 1932 Polderkoren, cantate
- 1934 Duin en zee, cantate

#### Liederen
- Haarlems liedeke
- Jong moederke
- Land en Taal

## Publicaties
- De Harmonie- en Fanfare-directeur
- Oorsprong en uitbreiding van de blaasorkesten
- Instrumentatie en orkestratie voor de blaasorkest-dirigent

## Media
1. ↑  Marche de la Troisième Régiment de Carabiniers Cyclistes. Gearchiveerd op 27 augustus 2023.

- Gemeinsame Normdatei: 1236593995
- International Standard Name Identifier: 0000 0000 5070 930X
- Library of Congress Control Number: no2008135549
- MusicBrainz: 188915e8-b9c1-4487-83ba-0d9de931c3d0
- Virtual International Authority File: 17046680
- WorldCat: E39PBJxxk9FFJ3fmXdbdcjJbh3